# 4631 Yabu
4631 Yabu (1987 WE1) là một tiểu hành tinh vành đai chính được phát hiện ngày 22 tháng 11 năm 1987 bởi Seiji Ueda và Hiroshi Kaneda ở Kushiro.